# Luke Walton
Luke Theodore Walton, ameriški košarkar in košarkarski trener, * 28. marec 1980, San Diego, Kalifornija, ZDA.
Luke Walton je nekdanji ameriški košarkar in trenutni glavni trener Los Angeles Lakersov. 10 sezon je igral v NBA kot krilo in leta 2009 in 2010 z Lakersi osvojil dva naslova prvakov. Leta 2015 je kot pomočnik trenerja osvojil naslov prvaka z Golden State Warriorsi.
Walton je igral študentsko košarko v klubu Arizona Wildcats. Bil je uvrščen v drugo Vseameriško ekipo in dvakrat uvrščen v prvo Vsekonferenčno Pac-10 ekipo. Leta 2003 so ga Los Angeles Lakersi izbrali v drugi rundi nabora. Po osvojitvi naslova leta 2010, sta Walton in njegov oče, Bill Walton postala prva oče in sin, ki sta oba osvojila več naslovov prvaka: Bill je osvojil naslova leta 1977 in 1986, Luke pa leta 2009 in 2010. Njegova statistično najboljša sezona je bila sezona 2006–07, ko je v povprečju dosegal več kot 11 točk, 5 skokov in 4 podaje na tekmo.
Kot nadomestni trener Warriorsov je v sezoni 2015–16, vodil ekipo do najdaljšega začetnega zmagovalnega niza v zgodovini lige NBA.

## Zgodnje življenje
Sin nekdanjega zvezdnika UCLA in NBA Billy Waltona, Luke Walton je dobil ime po očetovem prijatelju in nekdanjemu soigralcu pri Portland Trail Blazersih, Mauriceu Lucasu. Luke ima tri brate - Adama, Nathana in Chrisa. Obiskoval je srednjo šolo University of San Diego High School v San Diegu, kjer je maturiral leta 1998.

### Kolidž
Walton je igral košarko na Univerzi Arizone pod vodstvom trenerja Luta Olsona. Statistično najboljše, je Walton igral kot junior, ko je v povprečju dosegal 15.7 točk, 7.3 skokov, 6.3 podaj, 1.6 ukradenih žog in 0.6 blokad na tekmo. Kot senior je Walton povprečno dosegal 10.8 točk, 5.6 skokov, 5.1 podaje in 0.9 ukradenih žog na tekmo.
Pomladi 2003 je Walton diplomiral potem, ko je dokončal delo pri družinskih študijah in človekovem razvoju.
Na naboru lige NBA leta 2003, je bil Walton v drugi rundi (32. po vrsti) izbran s strani Los Angeles Lakersov.

## NBA kariera
Walton je bil, med svojim devetletnim obdobjem pri Lakersih, ljubljenec navijačev Lakersov, ker je bil nesebičen delaven rezervist. Sezona 2006–07 je bila Waltonova statistično najboljša. 8. decembra 2006 je proti Atlanti dosegel 25 točk in s tem postavil rekord kariere. V sezoni je postavil rekorde kariere v povprečju odigranih minut, natančnosti, ukradenih žogah, blokadah, skokih, podajah in točkah. Po koncu sezone, 12. julija 2007, je Walton z Lakersi podpisal 6-letno pogodbo v vrednosti 30 milijonov dolarjev.
Walton je z Lakersi osvojil naslov prvakov leta 2009 in 2010.
12. marca 2012 je bil Walton skupaj z Jasonom Kaponom in izborom v prvi rundi nabora 2012 poslan h Cleveland Cavaliersem za Ramona Sessionsa in Christiana Eyengo.

## Trenerska kariera
Waltonova prva trenerska izkušnja je bila, ko se je, med NBA lockoutom 2011, kot pomočnik pridružil klubu Memphis Tigers men's basketball, kjer je ostal do konca lockouta.
Po igralski upokojitvi se je Walton novembra 2013 pridružil trenerskemu štabu kluba Los Angeles D-Fenders iz NBA razvojne lige, kjer je ostal do konca sezone 2013–14.

### Golden State Warriors (2014–2016)
3. julija 2014 je Walton postal pomočnik trenerja pri Golden State Warriorsih. Warriorsi so v finalu lige NBA v šestih tekmah premagali Cleveland Cavalierse in osvojili drugi naslov prvakov v svoji zgodovini, Walton pa je osvojil svoj tretji naslov in prvi naslov kot trener.
Oktobra 2015 je bil Walton imenovan za nadomestnega trenerja, ker je glavni trener Steve Kerr imel zdravstvene težave s hrbtom.
Waltonov trenerski debi se je odvil 27. oktobra, ko so Warriorsi s 111 proti 95 premagali New Orleans Pelicanse. Tri tekme kasneje so Warriorsi premagali Memphis Grizzliese s 119 proti 69, kar je bila zmaga s tretjo najvišjo razliko v zgodovini franšize in zmaga z najvišjo razliko v ligi NBA po letu 1991. Warriorsi so nato postavili rekord lige, ko so prve štiri tekme zmagali s skupno razliko 100 točk.
Z zmago nad Los Angeles Lakersi 24. novembra, je Walton Warriorse popeljal do začetka sezone s 16. zaporednimi zmagami, kar je bil novi rekord lige NBA.
Walton je bil imenovan za Trenerja meseca Zahodne konference oktobra in novembra, ko je Warriorse popeljal do 19 zaporednih zmag.Walton je nagradi prejel, čeprav je tehnično gledan brez trenerske zmage, saj je bil v tem času Kerr še vedno glavni trener in so tako po pravilih lige NBA bile Waltonove zmage prištete Kerru. Liga je začela potem razpravljati o možnosti spremembe pravil, vendar NBA še vedno vztraja, da nadomestni glavni trener ne more prejeti trenerske nagrade. Warriorsi so svoj začetni izkupiček zmag in porazov podaljšali na 24–0. Ko se je glavni trener Kerr vrnil, je njihov izkupiček znašal 39–4, kar je drugi najboljši začetek NBA sezone v zgodovini lige NBA. Warriorsi so redni del sezone zaključili z rekordnim izkupičkom 73 zmag in le 9 porazov, Kerr pa je postal NBA Trener leta. Walton je v glasovanju končal na 9. mestu, čeprav je vodil več tekem Golden Stata kot Kerr.

### Los Angeles Lakers (2016–2019)
29. aprila 2016 so Lakersi podpisali pogodbo z Waltonom, ki je po koncu finala postal njihov glavni trener in je na tem mestu nadomestil Byrona Scotta.
V prvi sezoni je ekipa izboljšala najslabši izkupiček 17 zmag in 65 porazov v zgodovini franšize na 26 zmag in 56 porazov. Med sezono sta iz kluba odšla Mitch Kupchak in Jim Buss, zamenjala pa sta ju Magic Johnson in Rob Pelinka. Johnson in Pelinka sta o Waltonu govorila z lepimi besedami in dejala, da bo ostal trener ekipe.
V Waltonovi drugi sezoni na klopi Lakersov je prišlo še do manjše izboljšave, saj je ekipa zaključila sezono s 35 zmagami in 47 porazi, kar je bil najboljši izkupiček ekipe vse od sezone 2012-13.
Sezono 2018-19 so Lakersi pričeli z visokimi pričakovanji potem, ko je LeBron James sklenil z ekipo štiriletno pogodbo, vredno 153,3 milijonov dolarjev. Preostala mesta v ekipi so poleg Jamesa in mladih talentov zasedli veterani z enoletnimi pogodbami. Ekipa je bila polna igralcev, ki so porabniki žoge, manjkalo pa ji je strelcev. Na začetku sezone je Johnson prosil za potrpljenje. Potem, ko je ekipa začela sezono z 2 zmagama in 5 porazi, je Johnson opomnil Waltona in zahteval takojšnje izboljšanje rezultatov. Po božični zmagi nad Golden Statom so imeli Lakersi 20 zmag in 14 porazov, med tekmo pa sta se poškodovala James in Rajon Rondo, s čimer se je začela kriza rezultatov, od katere si ekipa ni opomogla in sezono zakljuila s 37 zmagami in 45 porazi. Zaradi poškodb Lonza Balla in Brandona Ingrama je kombinacija Jamesa, Balla in Ingrama igrala skupaj le na 23 tekmah, na katerih je ekipa dosegla 23 zmag in 8 porazov. Zaradi poškodb so igralci Lakersov manjkali več kot 210 tekem, Walton pa je bil primoran v sestavljanje kar 25 različnih začetnih peterk. Pred koncem sezone je Johnson odstopil, ker se je želel izogniti konfliktu z lastnico Jeanie Buss, ki je podpirala Waltona, Johnson pa ga je nameraval odpustiti. Nekaj dni kasneje, 12. aprila 2019, so Walton in Lakersi sporazumno prekinili pogodbo. Lakersi so v treh sezonah pod Waltonom dosegli 98 zmag in 148 porazov, nikoli pa se niso uvrstili v končnico.

### Sacramento Kings (2019–danes)
14. aprila 2019 je Walton postal glavni trener kluba Sacramento Kings. Skupaj s tedanjim generalnim menedžerjem Vladom Divcem sta igrala pri Lakersih v sezoni 2004-05, ki je bila Divčeva zadnja sezona v NBA, potem, ko je šest sezon preživel pri Sacramentu. Kingsi so začeli sezono 2019-20 s petimi porazi potem, ko se je v zadnjih minutah prve tekme proti Phoenix Sunsom poškodoval Marvin Bagley III. Ekipa se je nekoliko izboljšala in zmagala na šestih tekmah od naslednjih osem.

## Športno komentiranje
Walton se je leta 2013 pridružil komentatorski ekipi Lakersov pri Time Warner Cable SportsNetu.

## Zasebno življenje
Na svoji desni rami ima Walton tattoo štirih plesočih skeletonov s košarkarskimi žogami, ki predstavljajo njega in njegove tri brate.
Leta 2006 je Walton nastopil v televizijski limonadnici The Young and the Restless.
Decembra 2008 je bila Stacy Elizabeth Beshear obtožena zalezovanja Waltona. Obsojena je bila na tri leta pogojne kazni. Prepovedan ji je bil obisk tekem in treningov Lakersov.
Leta 2009 sta Luke in njegov oče Bill postala tretja oče in sin, ki sta kot košarkarja osvojila naslov NBA prvakov. Pred njima sta to postala Guokasa (Matt Guokas, Sr. in Matt Jr.) ter Barryja (Rick in Brent).
17. avgusta 2013 se je Walton poročil s svojim dolgoletnim dekletom Bre Ladd. Spoznala sta se na Univerzi Arizone, kjer je bila Bre del univerzitetne odbojkarske ekipe.